# Carson Mattern
Carson Mattern (* 24. Februar 2004 in Ancaster) ist ein kanadischer Straßen- und Bahnrad-Rennfahrer.

## Sportlicher Werdegang
Im Alter von zwei Jahren erlernte Carson Mattern das Fahrradfahren, mit elf Jahren begann er mit dem Leistungsradsport. Besonders motiviert wurde er, als er 2017 einen Lauf des Bahnrad-Weltcups im Mattamy National Cycling Centre verfolgte.
2021 wurde Mattern in Kairo Junioren-Weltmeister im Scratch und mit Dylan Bibic Dritter im Zweier-Mannschaftsfahren. Im Jahr darauf errang er die Junioren-WM-Titel in der Einerverfolgung und im Omnium. Bei den kanadischen Bahnmeisterschaften 2022 gewann er neun Junioren-Titel sowie einen in der Elite.
Am 8. April 2022 stellte Carson Mattern einen kanadischen Junioren-Rekord in der Einerverfolgung auf, den er im Oktober des Jahres bei den Junioren-Weltmeister bei den Bahn-Weltmeisterschaften der Elite auf 3:09,682 verbesserte, was zugleich Junioren-Weltrekord bedeutete. Dabei handelte es sich um die 3000-Meter-Durchgangszeit in der Qualifikationsrunde.
2023 gewann Mattern bei den Panamerikanischen Spielen mit Chris Ernst, Michael Foley, Sean Richardson und Campbell Parrish Gold in der Mannschaftsverfolgung. 2024 wurde er für die Teilnahme an den Olympischen Spielen in Paris nominiert.

## Privates
Nachdem Mattern das Selbstlernprogramm an der Westmount Secondary School abgeschlossen hatte, nahm er im Herbst 2022 ein Studium an der McMaster University auf.

## Erfolge

### Bahn
2021
- Junioren-Weltmeister – Scratch
- Junioren-Weltmeisterschaft – Zweier-Mannschaftsfahren (mit Dylan Bibic)
- Kanadischer Junioren-Meister – Teamsprint (mit Tyler Rorke und Dylan Bibic), Mannschaftsverfolgung (mit Michael Shea Leonard, Dylan Bibic und David Olejniczak)

2022
- Junioren-Weltmeister – Einerverfolgung, Omnium
- Kanadischer Meister – Mannschaftsverfolgung (mit Sean Richardson, Amiel Flett-Broan und Daniel Fraser-Maraun)
- Kanadischer Junioren-Meister – Einerverfolgung, Mannschaftsverfolgung (mit Gavin Hadfield, Charles Bergeron und Ethan Powell), Zweier-Mannschaftsfahren (mit Campbell Parrish), Teamsprint (mit Hudson Lubbers und David Olejniczak), Punktefahren, Scratch, Ausscheidungsfahren, Sprint, Zeitfahren[7]

2023
- Panamerikaspielesieger – Mannschaftsverfolgung (mit Chris Ernst, Michael Foley, Sean Richardson und Campbell Parrish)